# Meguro
Meguro (目黒区?, Meguro-ku) è uno dei 23 quartieri speciali che formano la città di Tokyo.
Nel 2005, il quartiere ha una popolazione stimata di 255.833 residenti con una densità di 16.880 persone per km².

## Geografia fisica
Altri quattro quartieri speciali confinano con Meguro: Shibuya (a nord ovest), Setagaya (a nord est), Ōta (a sud) e Shinagawa (a sud ovest).

## Storia
L'area dell'odierno quartiere di Meguro era già abitata durante l'età della pietra, i periodi Jōmon, Yayoi e Kofun, come hanno dimostrato gli scavi presso il tumulo di conchiglie di Higashiyama.
Intorno al IX secolo furono costruiti il Santuario Ōtori (大鳥神社, Ōtori-jinja), il Meguro-Fudōson e l'Hōgan-ji (法眼寺).
Durante il periodo Edo, era un'area di produzione del bambù mōsō.
L'area ora conosciuta come Meguro nel 1871 divenne parte della Prefettura di Tokyo.
Il 1º dicembre 1922, il villaggio di Meguro nell'ex distretto di Ebara divenne la città di Meguro nella provincia di Musashi.
Il 1º aprile 1927, il villaggio Hibusuma del distretto di Ebara divenne la città Hibusuma.
Il 1º ottobre 1932, le città di Meguro (目黒町?, Meguro-machi) e Hibusuma (碑衾町?, Hibusuma-machi) furono incorporati nella città di Tokyo e uniti per formare il quartiere di Meguro.

## Nome
Il nome "Meguro", che significa "occhi neri", deriva dal Meguro Fudō (Fudō Myō-ō dagli occhi neri) del tempio Ryūsen-ji. Il Meguro Fudō era una delle cinque statue Fudō Myō-ō collocate in punti strategici alla periferia di Edo all'inizio del XVII secolo dall'abate Tenkai, consigliere di Tokugawa Ieyasu, per fornire protezione alla nuova capitale dello shogunato Tokugawa. Ogni statua aveva gli occhi di un colore diverso (Mejiro, un distretto nel quartiere di Toshima, prende il nome dal Fudō Myō-ō dagli occhi bianchi).

## Distretti
Zona di Hibusuma
- Chuōcho
- Haramachi
- Higashigaoka
- Himonia
- Jiyūgaoka
- Kakinokizaka
- Megurohonchō
- Midorigaoka
- Minami
- Nakane
- Okayama
- Senzoku
- Tairamachi
- Takaban
- Yakumo
- Hirachō

Zona di Meguro
- Aobadai
- Gohongi
- Higashiyama
- Kamimeguro
- Komaba
- Meguro
- Mita
- Nakacho
- Nakameguro
- Ōhashi
- Shimomeguro
- Yutenji
- Sanda

## Infrastrutture e trasporti
Come ogni parte di Tokyo, anche questo quartiere è servito da numerose linee sia della metro che del treno, come la Linea Toyoko, la Linea Oimachi, la Linea Keio ecc.

## Istruzione
Meguro ospita numerosi istituti d'istruzione sia primaria che secondaria, fra cui tre scuole internazionali.
- Il campus Komaba dell'Università di Tokyo
- Istituto di tecnologia di Tokyo

## Relazioni esterne

### Gemellaggi
- Pechino
- Distretto di Jungnang

### Ambasciata
Meguro ospita quindici tra ambasciate e consolati esteri:
- Azerbaigian
- Algeria
- Egitto
- Gabon
- Kenya
- Sudan
- Senegal
- Thailandia
- Togo
- Nepal
- Papua Nuova Guinea
- Polonia
- Micronesia
- Mauritania

## Trasporti

### Stazioni ferroviarie
Ha il minor numero di stazioni ferroviarie tra i 23 distretti di Tokyo.
- Keiō Corporation
  - Linea Keiō Inokashira
    - Stazione di Komaba-Tōdaimae
- Tōkyū Corporation
  - Linea Tōkyū Tōyoko
    - Stazione di Naka-Meguro - Stazione di Yūtenji - Stazione di Gakugeidaigaku - Stazione di Toritsudaigaku - Stazione di Jiyūgaoka

  - Linea Tōkyū Ōimachi
    - Stazione di Jiyūgaoka - Stazione di Midorigaoka

  - Linea Tōkyū Meguro
    - Stazione di Senzoku

  - Linea Tōkyū Den-en-toshi
    - Stazione di Ikejiri-Ōhashi
- Metropolitana di Tokyo
  - Linea Hibiya
    - Stazione di Naka-Meguro

- La stazione di Meguro si trova nel quartiere di Shinagawa e non nel quartiere di Meguro. Inoltre, non c'è una stazione JR, la linea Yamanote passa solo brevemente attraverso il quartiere (Mita 1-chome), ma non c'è una stazione.

- La Stazione di Ikejiri-Ōhashi prende il nome da Ikejiri, nel vicino quartiere di Setagaya, e di Ōhashi, nel quartiere di Meguro, parte dei locali si trova a cavallo del quartiere di Meguro, ma la stazione è situata nel quartiere di Setagaya. Allo stesso modo, la Stazione di Ōokayama prende il nome da una località di Meguro e parte dei suoi locali si trovano nel quartiere di Meguro, ma la stazione è situata nel vicino quartiere di Ota.